# Richard Loo
Richard Loo est un acteur sino-américain, né le 1er octobre 1903 à Maui, Hawaii, et mort le 20 novembre 1983 à Los Angeles, en Californie (États-Unis).

## Filmographie

### Cinéma

#### Années 1930
- 1931 : Dirigible
- 1932 : War Correspondent
- 1932 : Secrets of Wu Sin de Richard Thorpe : Charlie San
- 1932 : La Grande Muraille (The Bitter Tea of General Yen), de Frank Capra : Capt. Li
- 1934 : C'est pour toujours (Now and Forever), de Henry Hathaway : Hotel Clerk
- 1934 : Le Voile des illusions (The Painted Veil), de Richard Boleslawski : Chinese Peasant
- 1934 : The Mysterious Mr. Wong de William Nigh : Bystander Outside Store
- 1934 : Student Tour de Charles Reisner
- 1935 : Stranded de Frank Borzage : fiancé chinois
- 1935 : Shadows of the Orient (en) de Burt P. Lynwood : Chinese Henchman
- 1936 : Shadow of Chinatown : Loo, Chinese Man on Street [Chs. 5-7]
- 1936 : Mad Holiday : Li Yat
- 1936 : Ching-Ching (Stowaway), de William A. Seiter : Chinese Merchant
- 1936 : Nick, Gentleman détective (After the Thin Man), de W. S. Van Dyke : Lichee Club Headwaiter
- 1937 : Visages d'orient (The Good Earth), de Sidney Franklin, Victor Fleming, Gustav Machatý et Sam Wood : Farmer
- 1937 : Les Horizons perdus (Lost Horizon), de Frank Capra : Shanghai Airport Official
- 1937 : Michel Strogoff (The Soldier and the Lady), de George Nichols Jr.
- 1937 : The Singing Marine : Shanghai Hotel Official
- 1937 : That Certain Woman : Elevator Operator
- 1937 : À l'est de Shanghaï (West of Shanghai), de John Farrow : Mr. Cheng
- 11937 : Le Serment de M. Moto (Thank You, Mr. Moto)
- 1938 : Blondes at Work : Sam Wong - Laundry Clerk
- 1938 : Un envoyé très spécial (Too Hot to Handle), de Jack Conway : Charlie
- 1938 : Shadows Over Shanghai (en) : Fong
- 1939 : North of Shanghai de D. Ross Lederman : Jed's Pilot
- 1939 : Panama Patrol de Charles Lamont : Tommy Young
- 1939 : Mr. Wong in Chinatown de William Nigh : Tong chief
- 1939 : Miracles à vendre (Miracles for Sale), de Tod Browning : Chinese Soldier in Demo
- 1939 : La Dame des tropiques (Lady of the Tropics) de Jack Conway : Delaroch's chauffeur
- 1939 : Island of Lost Men, de Kurt Neumann : Gen. Ahn Ling
- 1939 : Daughter of the Tong de Raymond K. Johnson : Wong, hotel clerk
- 1939 : Barricade de Gregory Ratoff : Colonel Commander of Rescue Party

#### Années 1940
- 1940 : The Fatal Hour : Jeweler
- 1940 : La Malédiction (Doomed to Die) de William Nigh : Tong leader
- 1941 : Ellery Queen's Penthouse Mystery
- 1941 : L'aventure commence à Bombay (They Met in Bombay) de Clarence Brown : Japanese Officer
- 1941 : Secret of the Wastelands : Quan (Wu Ti Chen Co.)
- 1942 : A Yank on the Burma Road : Commandant
- 1942 : Remember Pearl Harbor : Mandolin-playing Japanese Radioman
- 1942 : Submarine Raider de Lew Landers : Chauffeur Suji
- 1942 : Little Tokyo, U.S.A. (en) d'Otto Brower : Oshima
- 1942 : La Sentinelle du Pacifique (Wake Island) de John Farrow : Mr. Saburo Kurusu
- 1942 : Griffes jaunes (Across the Pacific) de John Huston : First Officer Miyuma
- 1942 : Manila Calling (en) d'Herbert I. Leeds : Filipino
- 1942 : Les Tigres volants (Flying Tigers) de David Miller : Dr. Tsing
- 1942 : En route vers le Maroc (Road to Morocco) de David Butler : Chinese Announcer
- 1942 : Au pays du rythme (Star Spangled Rhythm) de George Marshall : Hirohito, Sweater, Sarong & Peekaboo Bang Number
- 1943 : City Without Men : Japanese Spy
- 1943 : Perdue sous les tropiques (Flight for Freedom) de Lothar Mendes : Mr. Yokahata
- 1943 : The Amazing Mrs. Holliday
- 1943 : Le Faucon pris au piège (The Falcon Strikes Back) d'Edward Dmytryk : Jerry
- 1943 : Le Défilé de la mort (China), de John Farrow : Lin Yun
- 1943 : Bombs Over Burma : Col. Kim
- 1943 : Les Anges de miséricorde (So Proudly We Hail!) de Mark Sandrich : Japanese radio announcer (voix)
- 1943 : Yanks Ahoy! : Japanese
- 1943 : Face au soleil levant (Behind the Rising Sun) d'Edward Dmytryk : Japanese Officer dispensing opium
- 1943 : Jack London : Japanese Ambassador
- 1944 : Prisonniers de Satan (The Purple Heart) de Lewis Milestone : Gen Mitsubi
- 1944 : L'Odyssée du docteur Wassell (The Story of Dr. Wassell) : Chinese Doctor on Train
- 1944 : Les Clés du royaume (The Keys of the Kingdom) de John M. Stahl : Lt. Shon
- 1945 : God Is My Co-Pilot : Tokyo Joe
- 1945 : Trahison japonaise (Betrayal from the East) de William Berke : Lt. Cmdr. Miyazaki, alias Tani
- 1945 : China Sky : Col. Yasuda
- 1945 : Retour aux Philippines (Back to Bataan) d'Edward Dmytryk : Maj. Hasko
- 1945 : First Yank Into Tokyo : Col. Hideko Okanura
- 1945 : Prison Ship : Captain Osikawa
- 1946 : Tokyo Rose de Lew Landers : Colonel Suzuki
- 1947 : Au carrefour du siècle (The Beginning or the End) de Norman Taurog : Japanese officer
- 1947 : Seven Were Saved : Colonel Yamura
- 1947 : Web of Danger : Wing
- 1947 : Beyond Our Own
- 1948 : Femmes dans la nuit (Women in the Night) de William Rowland : Col. Noyama
- 1948 : To the Ends of the Earth : Commissioner Lu
- 1948 : Half Past Midnight : Lee Gow
- 1948 : The Cobra Strikes : Hyder Ali
- 1948 : Légion étrangère (Rogues' Regiment) de Robert Florey : Kao Pang
- 1949 : State Department: File 649 : Marshal Yun Usu
- 1949 : Le Pigeon d'argile (Clay Pigeon) de Richard Fleischer : Ken Tokoyama aka The Weasel
- 1949 : Malaya de Richard Thorpe : Col. Tomura

#### Années 1950
- 1951 : Chinatown Chump : Chinese Counterfeiter
- 1951 : Operation Pacific : Japanese fighter pilot
- 1951 : J'ai vécu l'enfer de Corée (The Steel Helmet), de Samuel Fuller : Sgt. Tanaka
- 1951 : I Was an American Spy : Col. Masamato
- 1952 : L'Affaire Cicéron (5 Fingers) : Japanese Ambassador
- 1953 : Target Hong Kong : Fu Chao
- 1953 : Destination Gobi : Commanding Officer, Japanese POW Camp
- 1953 : China Venture : Chang Sung
- 1954 : Le Démon des eaux troubles (Hell and High Water) de Samuel Fuller : Hakada Fujimori
- 1954 : The Shanghai Story : Junior Officer
- 1954 : C'est pas une vie, Jerry (Living It Up) : Dr. Lee
- 1954 : The Bamboo Prison : Commandant Hsai Tung
- 1955 : Le Rendez-vous de Hong Kong (Soldier of Fortune) : General Po Lin
- 1955 : La Maison de bambou (House of Bamboo) : Inspector Kito
- 1955 : Love Is a Many-Splendored Thing : Robert Hung
- 1956 : Le Conquérant (The Conqueror) : Captain of Wang's guard
- 1956 : Le Tour du monde en quatre-vingts jours (Around the World in Eighty Days) : Hong Kong Saloon Manager
- 1956 : Les Ailes de l'espérance (Battle Hymn) : Gen. Kim
- 1958 : Un Américain bien tranquille (The Quiet American), de Joseph L. Mankiewicz : Mr. Heng
- 1958 : Hong Kong Affair : Li Noon

#### Années 1960
- 1961 : Traquées par les Japs (Seven Women from Hell de Robert D. Webb : Sgt. Takahashi
- 1962 : Les Confessions d'un mangeur d'opium (Confessions of an Opium Eater) : George Wah
- 1963 : Le Seigneur d'Hawaï (Diamond Head) : Yamagata
- 1963 : A Girl Named Tamiko : Otani
- 1966 : La Canonnière du Yang-Tsé (The Sand Pebbles) : Major Chin

#### Années 1970
- 1970 : One More Time
- 1971 : Le Dernier Train pour Frisco (One More Train to Rob) d'Andrew V. McLaglen : Mr. Chang
- 1971 : Chandler : Leo
- 1974 : L'Homme au pistolet d'or (The Man with the Golden Gun) : Hai Fat

### Télévision
- 1965 : Les Mystères de l'Ouest (The Wild Wild West), (série) - Saison 1 épisode 17, La Nuit où le Dragon cria (The Night the Dragon Screamed), de Irving J. Moore : Wang Chung
- 1969 : Marcus Welby, M.D. : Kenji Yamashita
- 1972 : Kung Fu : Master Sun
- 1976 : Collision Course: Truman vs. MacArthur : Chiang-Kai-Shek